# Soleneiscus japonicus
Soleneiscus japonicus är en svampdjursart som först beskrevs av Ernst Haeckel 1872.  Soleneiscus japonicus ingår i släktet Soleneiscus och familjen Soleneiscidae. Inga underarter finns listade i Catalogue of Life.